# 駐日ガボン大使館
駐日ガボン大使館（フランス語: Ambassade du Gabon au Japon、英語: Embassy of Gabon in Japan）は、ガボンが日本の首都東京に設置している大使館である。在東京ガボン大使館（フランス語: Ambassade du Gabon à Tokyo、英語: Embassy of Gabon in Tokyo）とも呼ばれる。
1960年8月17日、日本がガボンを主権国家として承認。在中華民国ガボン大使館による兼轄を経て、1968年、東京に駐日ガボン大使館が開設された。

## 所在地
| 日本語           | 〒152-0021 東京都目黒区東が丘1-34-11       |
| フランス語・英語 | 1-34-11, Higashigaoka, Meguro-ku, 152-0021 |
| アクセス         | 東急田園都市線駒沢大学駅東口               |

## 大使
2018年1月18日より、ジョゼフ・ジロ・エファンゴン・オバゲが特命全権大使を務めている。

## ギャラリー

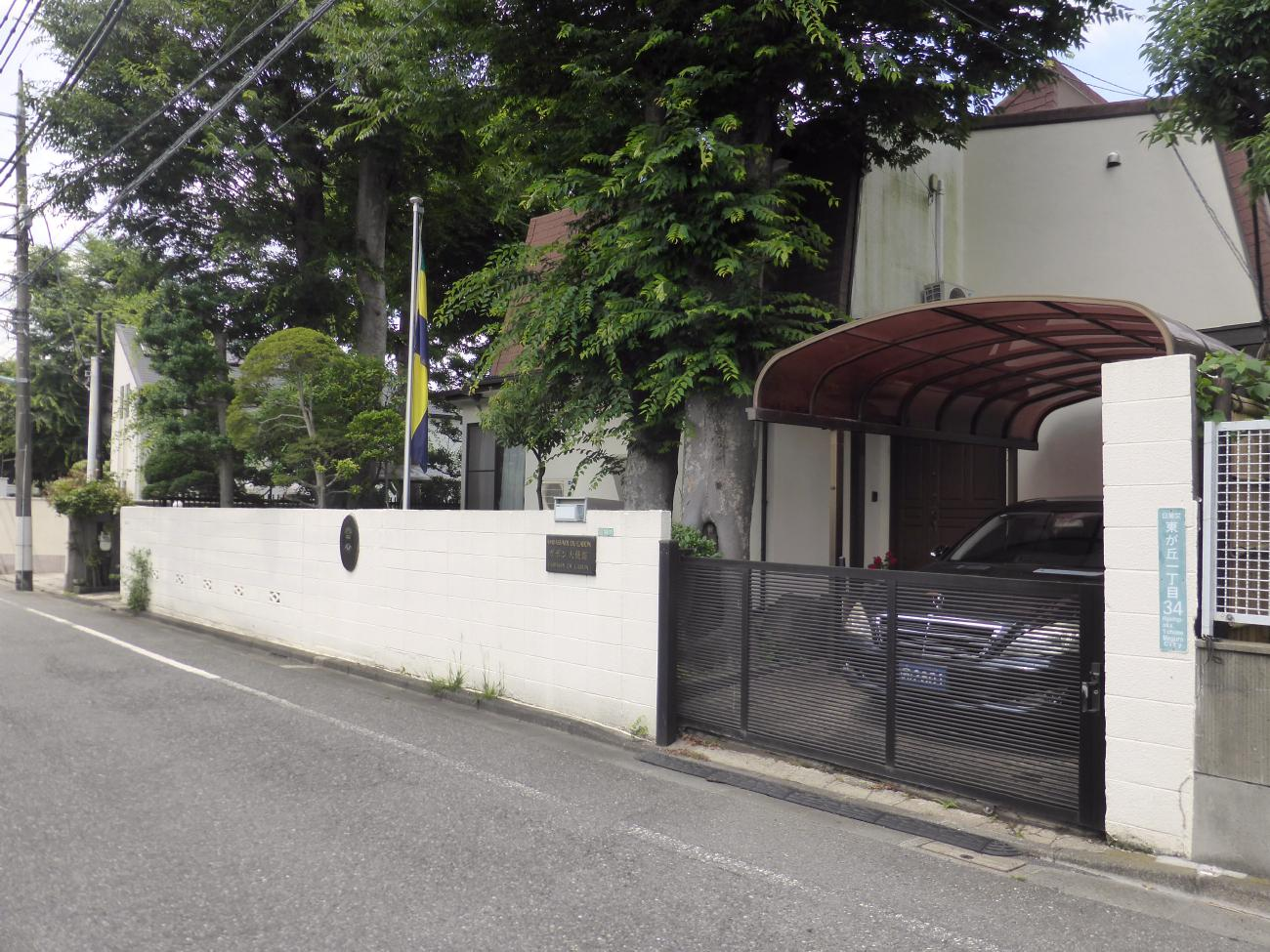
ガボン国旗
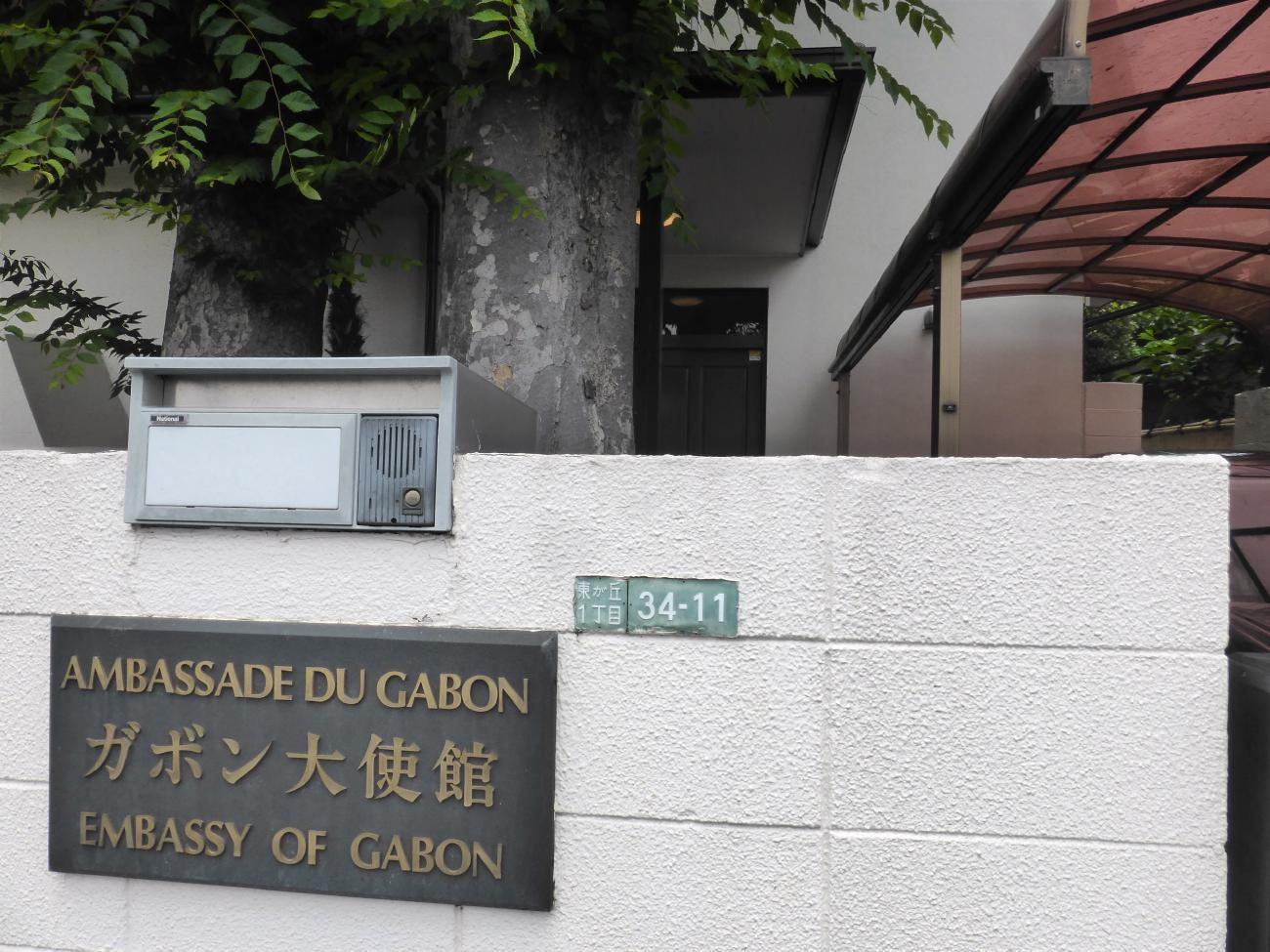
ガボン大使館表札
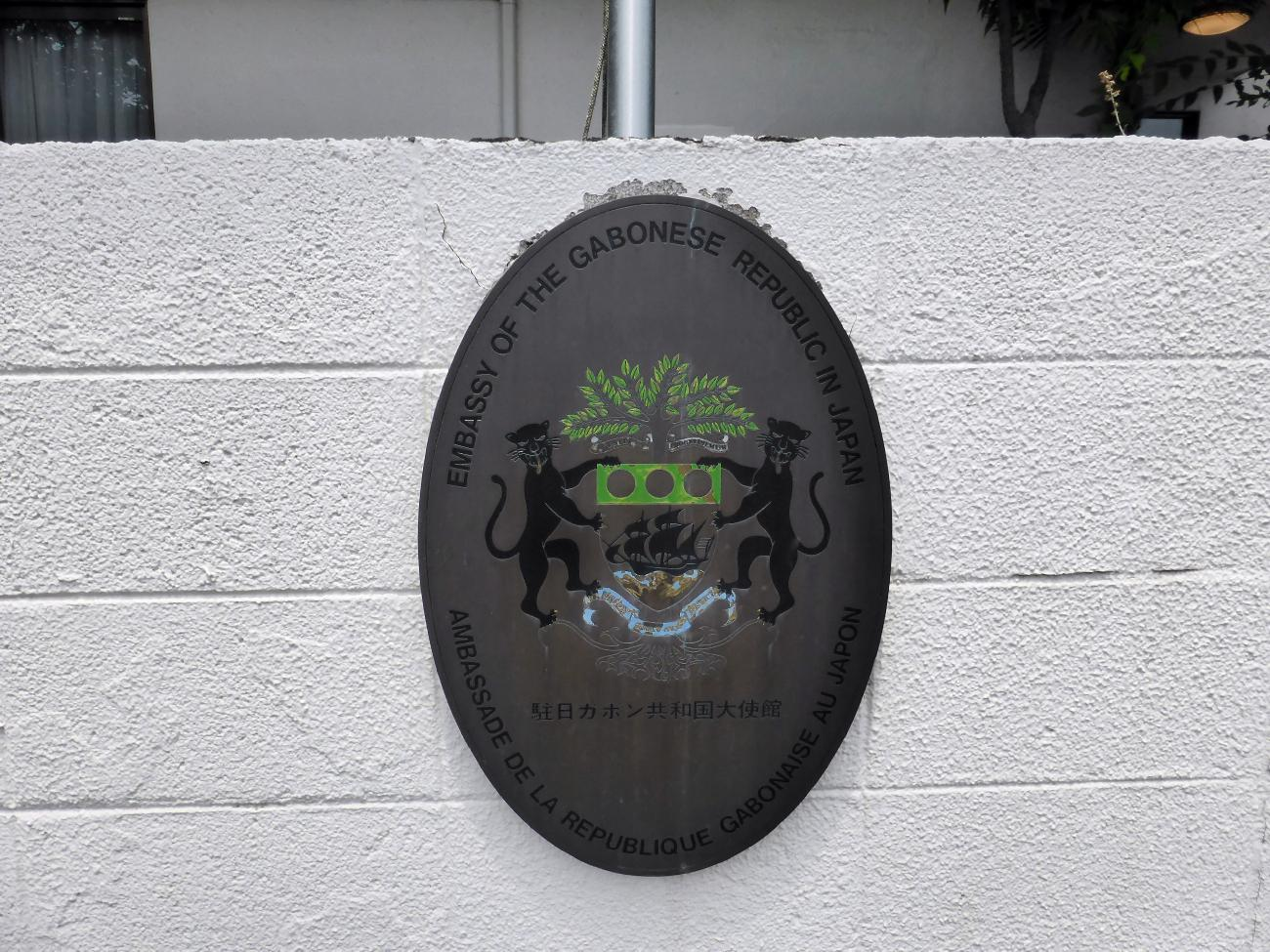
ガボン国章